# Figure It Out (Serj Tankian)
Figure It Out è un singolo del cantautore statunitense Serj Tankian, pubblicato il 1º maggio 2012 come primo estratto dal terzo album in studio Harakiri.

## Descrizione
Con Figure It Out, Tankian torna alle radici alternative metal che caratterizzavano il primo album Elect the Dead. Inoltre è il primo singolo da solista caratterizzato da alcune volgarità (si può ascoltare il cantante ripetere in alcuni momenti «Fuck, let's figure it out!»).

## Video musicale
Per presentare il singolo, il 26 aprile 2012 è stato pubblicato un filmato in cui il cantante e un suo aiutante sono alle prese con una cassetta delle lettere, a cui verrà posta una decisione finale scelta dall'utente che guarda il video: farla vivere o farla morire. Nel giorno della pubblicazione del singolo, è stato pubblicato un lyric video di Figure It Out sul canale YouTube del cantante.
Il 23 maggio è stata annunciata la prima mondiale del video musicale, avvenuta il giorno seguente sul sito di AOL Music. Il videoclip, diretto da Ara Soudjian, è stato presentato anche nel sito ufficiale di Tankian e mostra quest'ultimo e il uo gruppo spalla The F.C.C. eseguire il brano in un palcoscenico vuoto, dietro al quale appaiono varie immagini di politici intenti a divertirsi e a fare tutt'altro invece che pensare ai propri doveri.

## Tracce
Download digitale, CD promozionale (Germania)
1. Figure It Out – 2:52

7" (Stati Uniti)
- Lato A

1. Figure It Out – 2:52

- Lato B

1. Revolver (Bonus Track) – 2:31

CD promozionale (Australia)
1. F***, Let's Figure It Out (Dirty Version) – 2:52
2. Figure It Out (Clean Version) – 2:52

## Formazione
Musicisti
- Serj Tankian – voce, chitarra, basso, pianoforte, campionatore, programmazione
- Dan Monti – chitarra aggiuntiva
- Mario Pagliarulo – basso aggiuntivo
- Troy Zeigler – batteria

Produzione
- Serj Tankian – produzione, ingegneria del suono, missaggio
- Dan Monti – ingegneria del suono, missaggio
- Chad Bamford – ingegneria della batteria
- Ryan Kennedy – assistenza tecnica
- Vlado Meller – mastering

## Classifiche
| Classifica (2012)                | Posizione massima |
| -------------------------------- | ----------------- |
| Stati Uniti (mainstream rock)    | 17                |
| Stati Uniti (rock & alternative) | 44                |